# Obrochne
Obrochne  (ucraniano: Оброчне (Одеська область)) es una localidad del Raión de Podilsk en el Óblast de Odesa de Ucrania. Según el censo de 2001, tiene una población de 59 habitantes.